# Philippe Forest
Pour les articles homonymes, voir Forest.
 (octobre 2012).
Si vous disposez d'ouvrages ou d'articles de référence ou si vous connaissez des sites web de qualité traitant du thème abordé ici, merci de compléter l'article en donnant les références utiles à sa vérifiabilité et en les liant à la section « Notes et références ».
Philippe Forest, né le 18 juin 1962 à Paris, est un romancier et essayiste français.

## Biographie

Philippe Forest, en 2001, à Nantes (avec l'accord de Philippe Forest ありがとうございます).

### Famille
Dans Le Siècle des nuages, Philippe Forest relate l'histoire de sa famille, originaire de Mâcon, et évoque son enfance à Paris. Son père est un fils de confiseur, sa mère est fille de libraire. Ils se rencontrent le 17 juin 1940 sur les routes de l'exode. Son père devient pilote de chasse aux États-Unis pendant la guerre, puis pilote de ligne à Air France.

### Parcours
Diplômé de l'Institut d'études politiques de Paris en 1983 et docteur en lettres de l'université Paris IV en 1991, Philippe Forest enseigne durant sept années dans des universités britanniques : Heriot-Watt (Édimbourg), St John's College de Cambridge, St Andrews (Écosse), Birkbeck College (université de Londres).
Depuis 1995, il enseigne à l'université de Nantes où il est professeur de littérature. Il est l'auteur d'essais consacrés à la littérature et à l'histoire des courants d'avant-garde (notamment Histoire de Tel Quel et sur Philippe Sollers) et de romans[source secondaire souhaitée],,
Collaborateur régulier des pages littéraires de la revue Art Press [source secondaire souhaitée], il lui arrive de signer des articles dans d'autres revues ou journaux[source secondaire souhaitée]. De 2011 à 2015, il a été, avec Stéphane Audeguy, co-rédacteur de La Nouvelle Revue française des éditions Gallimard

### Décoration
- Chevalier de la Légion d'honneur[6].
- Officier dans l'ordre des Arts et des Lettres[7].

## Quelques aspects de l'œuvre
Son écriture est marquée par le thème de la disparition de l'enfant. Sa fille, Pauline, est morte d'un cancer à l'âge de quatre ans, en 1996, ce qui constitue le sujet de ses premiers romans, L'Enfant éternel et Toute la Nuit, ainsi que d'un essai écrit dix ans après, Tous les enfants sauf un. L'expérience du deuil constitue le point de départ de son œuvre et demeure son sujet essentiel. Il s'en explique notamment dans Le Roman infanticide[source secondaire souhaitée].
Lauréat de la Villa Kujoyama, il a effectué en 1999 un long voyage au Japon, dans le but de rompre avec le passé. Dans Sarinagara, il évoque ce thème à travers la culture de trois artistes japonais, dont Soseki. Son but est de rendre sensible leur œuvre, ce qu'ils ont en commun, loin d'un exotisme factice. Son style rappelle celui de Tatsuo Hori. Il a consacré depuis plusieurs ouvrages à l'art et à la littérature du Japon et notamment au romancier Ôé Kenzaburô et au photographe Nobuyoshi Araki.
Malgré les distances qu'il a prises à l'égard de l'autofiction, il en est généralement considéré comme l'un des principaux représentants et théoriciens[source secondaire souhaitée] ainsi qu'en témoignent, parmi d'autres exemples, le chapitre que lui consacre Philippe Gasparini dans Autofiction, une aventure du langage (Seuil, 2008).
Philippe Forest a été membre du jury du prix de littérature André-Gide de 2015 à 2017.

## Œuvres

### Romans
- L'Enfant éternel, Gallimard, 1997 ; Folio, 1998 Prix Femina du premier roman.
- Toute la nuit[8], Gallimard, 1999 Prix Grinzane Cavour 2007.
- Sarinagara[9],[10], Gallimard, 2004 ; Folio, 2006 Prix Décembre 2004.(traduction en japonais aux Éditions Hakusuisha (Tokyo), Sarinagara『さりながら』, traduit par Nao Sawada, 2008  (ISBN 9784560092156), 281 p)
- Le Nouvel Amour, Gallimard, 2007
- Le Siècle des nuages, Gallimard, 2010 Grand prix littéraire de l'Aéro-Club de France 2011.
Grand prix littéraire de l'Académie de Bretagne et des Pays de la Loire 2011.
- Le Chat de Schrödinger, Gallimard, 2013
- Crue, Gallimard, 2016
- L'Oubli, Gallimard, 2018
- Je reste roi de mes chagrins, Gallimard, 2019
- Pi Ying Xi, théâtre d’ombres[11], Gallimard, 2022, 336 pages  (ISBN 978-2-07-295-193-0)
- Et Personne ne sait, Gallimard, 2025

### Essais
- Philippe Sollers, Seuil, 1992
- Camus, Marabout, 1992
- Le Mouvement surréaliste, Vuibert, 1994
- Textes et labyrinthes : Joyce, Kafka, Muir, Borges, Butor, Robbe-Grillet, éd. Inter-universitaires, 1995
- Histoire de Tel Quel, Seuil, 1995
- Oé Kenzaburô, Pleins Feux, 2001
- Le Roman, le je, Pleins Feux, 2001
- Près des acacias, l'autisme, une énigme (avec des photos d'Olivier Menanteau), Actes Sud/ 3CA, 2002
- Raymond Hains, uns roman, Gallimard, 2004
- La Beauté du contresens et autres essais sur la littérature japonaise (Allaphbed 1), éditions Cécile Defaut, 2005
- De Tel Quel à L'Infini, nouveaux essais (Allaphbed 2), éditions Cécile Defaut, 2006
- Le Roman, le réel et autres essais (Allaphbed 3), éditions Cécile Defaut, 2007
- Tous les enfants sauf un, Gallimard, 2007
- Haikus, etc. suivi de 43 secondes (Allaphbed 4), éditions Cécile Defaut, 2008
- Araki enfin. L'homme qui ne vécut que pour aimer, Gallimard, 2008
- Le Roman infanticide. Essais sur la littérature et le deuil (Allaphbed 5), éditions Cécile Defaut, 2010
- Beaucoup de jours, d'après Ulysse de James Joyce, éditions Cécile Defaut, 2011 ; rééd. 2022[11]
- Si « Je est un autre », qui est « Nous » ?, éditions M-Editer, coll. « Livre'L », 2011
- Vertige d'Aragon (Allaphbed 6), éditions Cécile Defaut, 2012
- Retour à Tokyo (Allaphbed 7), éditions Cécile Defaut, 2014
- Joyce était-il fou ?, éditions M-Editer, coll. « Livre'L », 2014
- Aragon, Gallimard, 2015 Prix Goncourt de la biographie.
- Une fatalité de bonheur, Grasset, 2016
- Napoléon 1er. La fin et le commencement, Gallimard, 2020
- Déconstruire, reconstruire. La querelle du woke, Gallimard, 2023
- Rien n'est dit. Moderne après tout, Seuil "Fiction & Cie", 2023

### Articles
- Sur la littérature japonaise dans fabula.org

#### Dossiers en revue
Trois revues ont consacré un dossier à Philippe Forest :
- Le Matricule des Anges, no 81, mars 2007
- Décapage, no 44, automne-hiver 2011
- Les Moments littéraires, no 28, 2012

#### Autres articles
- Entretien sur le thème de la Chine dans chroniques.bnf.fr
- Entretien dans Le Magazine littéraire, n° 508, mai 2011